# Carl Bargmann
Carl Friedrich Theodor Bargmann (* 19. Februar 1854 in Eckwarden; † 25. Juni 1916 in Oldenburg) war Jurist und Mitglied des Deutschen Reichstags.

## Leben
Bargmann war der Sohn des langjährigen oldenburgischen Landtagsabgeordneten Diedrich Christian Bargmann (1803–1870) und der Anna Catharina geb. Buller (1812–1876). Er besuchte von 1860 bis 1867 die Bürgerschule in Varel und danach bis 1873 das Alte Gymnasium in Oldenburg. Zwischen 1873 und 1876 studierte er Rechtswissenschaften an den Universitäten Göttingen, Heidelberg und Berlin. 1877 war er erst Auditor beim Obergericht in Vechta und dann von 1878 bis 1885 Sekretär und Hilfsarbeiter beim Staatsministerium der Justiz. 1885 wurde er Amtsrichter beim Amtsgericht Oldenburg und 1890 Oberamtsrichter. Außerdem war er Mitglied des Stadtrats von Oldenburg.
Von 1898 bis 1907 war er Mitglied des Deutschen Reichstags für den Reichstagswahlkreis Großherzogtum Oldenburg 1 (Oldenburg, Eutin, Birkenfeld) und die Freisinnige Volkspartei. Zeitweilig war er auch Ratsherr der Stadt Oldenburg. Bargmann war verheiratet mit Olga geb. Seetzen.